# 上福尔山
46°10′07″N 06°46′39″E / 46.16861°N 6.77750°E

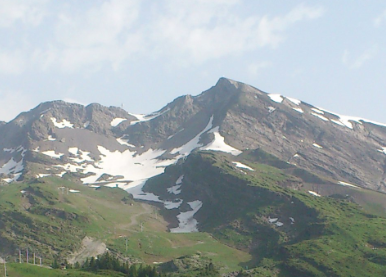

上福尔山（法語：Hauts-Forts），是法國的山峰，位於該國東南部，由上薩瓦省負責管轄，屬於沙布来山的一部分，該山峰海拔高度2,466米，山體由沉積岩組成。